# 欧州連合関税同盟

欧州連合加盟国
関税同盟に参加している、または欧州連合と二国間関税同盟を結んでいる非欧州連合加盟国

欧州連合関税同盟（EUCU）は、欧州連合（EU）の全加盟国、モナコ、アクロティリおよびデケリアで構成される関税同盟。EU加盟国の中には、地理的に分離されているため、関税同盟に参加していない離島もある。EUは、EUCUに加えて、アンドラ、サンマリノ、トルコ（一部の商品を除く）との間で、個別の二国間協定を通じて関税同盟を結んでいる。
関税同盟の加盟国間の貿易には関税や非関税障壁はなく、関税同盟国に入るすべての商品に共通の外部関税を課している。
欧州委員会は、国際貿易取引（カナダやその他多くの国々との取引など）において、各加盟国が個別に交渉するのではなく、EU全体のために代表して交渉を行っている。また、世界貿易機関（WTO）や、WTOを介して調停された貿易紛争についても、EUを代表している。
2020年のイギリスのEU離脱に続き、2021年1月1日にイギリスはEUの関税同盟から離脱した。

## 欧州連合外の同盟国
モナコとアクロティリおよびデケリアは欧州連合の関税領土として一体化している。
| 国家・領土                 | 条約                                 | 開始                      |
| -------------------------- | ------------------------------------ | ------------------------- |
| モナコ                     | 仏モナコ関税条約                     | 1963年                    |
| アクロティリおよびデケリア | 併合条約 2003年 英国欧州連合離脱条約 | 2004年5月1日 2021年1月1日 |

### 二国間関税同盟
アンドラ、サンマリノ、トルコはそれぞれ欧州連合との関税同盟を結んでいる。
| 国家       | 条約                                                                              | 開始           | 備考         |
| ---------- | --------------------------------------------------------------------------------- | -------------- | ------------ |
| アンドラ   | 欧州経済共同体とアンドラ公国との間の書簡交換形式の協定 - 共同宣言                 | 1991年1月1日   | 農産物を除く |
| サンマリノ | 欧州経済共同体とサンマリノ共和国との間の協力と関税同盟に関する協定                | 2002年4月1日   |              |
| トルコ     | 関税同盟の最終段階の実施に関する1995年12月22日のECトルコ連合理事会の決定書No.1/95 | 1995年12月31日 | 農産物を除く |

## 欧州連合加盟国の例外
すべての欧州連合加盟国が関税同盟に加盟しているが、すべての加盟国の領土が関税同盟に参加しているわけではない。欧州連合の海外領土は、一般的に関税同盟には参加していない。
しかし、欧州連合内の一部の地域は関税同盟に参加していない。
- ビュージンゲン（スイス内のドイツ領の飛び地、スイス・リヒテンシュタイン関税地域の一部）[11][12]
- リヴィーニョ（アルプス山中のイタリアの山村）[11][12]
- セウタとメリリャ（アフリカにあるスペインの2つの自治都市）[11][12]

以下は規則952/2013には記載されていないが、他の理由で一部の面では不参加となる可能性がある。
- ヘルゴラント島（北海にあるドイツ領の小島）[11][10]

## 欧州連合関税法典
税関手続きの近代化を目的とした欧州連合関税法典（UCC）が2016年5月1日に発効した。
実装は期間をかけて行われ、遅くとも2020年12月31日までには完全実装されると予定されていたが、欧州委員会は電子システムによって管理されている少数の税関手続きのうち、2025年まで完全に完了しない可能性のあるものについては、移行期間を2025年まで延長することを提案している。

## 共通の外部関税
欧州連合関税同盟は、他国から欧州連合への輸入品の関税率を設定している。これらの税率は詳細で、輸入される製品の特定の種類によって異なり、また時期によっても異なる。世界貿易機関（WTO）の最恵国待遇の関税率は、欧州連合との間で自由貿易協定を結んでいない国、または「武器以外の全品目に対する無関税、数量制限なしの原則」（後発開発途上国に対する欧州連合の支援協定）のようなWTOが認めた免除制度に加盟していない国にのみ適用される。

## 共通通過
共通通過とは、輸入時の関税やその他の料金が支払われていない非同盟品や、欧州連合内の出発地から目的地までの間に第三国の領土を通過しなければならない同盟品の移動に一般的に適用される制度である。
共通通過手続きは、欧州連合加盟国、欧州自由貿易連合加盟国（アイスランド、ノルウェー、リヒテンシュタイン、スイス）、トルコ（2012年12月1日以降）、北マケドニア（2015年7月1日以降）、セルビア（2016年2月1日以降）間の貨物の移動に利用されている。イギリスは2019年1月30日に欧州連合理事会事務局に加盟文書を寄託しているため、イギリスとの共通通過手続きの運用が確保されている。この手続きは、1987年5月20日の共通通過手続きに関する条約に基づいている。
エドワード・ケレット＝ボウマン欧州議会議員は、1997年2月に欧州議会の査問委員会の報告者として、国境管理の撤廃と加盟国の協力の欠如が組織犯罪と密輸の増加の原因であることを指摘した報告書を議会に提出した。ケレット＝ボウマンの報告書を受けて、欧州連合は税関調査機関を設置し、通過監視システムをコンピューター化することになった。